# Copa Zacatecas 2014
La Copa Zacatecas 2014 también llamada Copa Centenario de la Toma de Zacatecas es un torneo de preparación organizado por Mineros de Zacatecas, es la Primera Edición, su sede es en el Estadio Francisco Villa. participaran el anfitrión Mineros, Pachuca, Querétaro, y el campeón del Torneo Clausura 2014, el Club León, Será Trasmitido a Través de Claro Sports y Fox Sports 2, la Final será por Fox Sports 3

## Participantes
- Pachuca
- Zacatecas
- Querétaro
- León

## Fase
|  | Semifinales                               | Semifinales                               |   |                                           | Final                                     | Final |  |
|  |                                           |                                           |   |                                           |                                           |       |  |
|  |                                           |                                           |   |                                           |                                           |       |  |
|  | Estadio Francisco Villa, 2 de julio 18:00 |                                           |   |                                           |                                           |       |  |
|  | Zacatecas                                 | 3                                         |   |                                           |                                           |       |  |
|  | León                                      | 1                                         |   |                                           |                                           |       |  |
|  |                                           |                                           |   |                                           |                                           |       |  |
|  |                                           |                                           |   |                                           | Estadio Francisco Villa, 4 de julio 20:30 |       |  |
|  |                                           |                                           |   |                                           | Zacatecas (5:4 p)                         | 1     |  |
|  |                                           | Querétaro                                 | 1 |                                           |                                           |       |  |
|  |                                           |                                           |   |                                           |                                           |       |  |
|  |                                           |                                           |   |                                           |                                           |       |  |
|  |                                           |                                           |   |                                           | Tercer lugar                              |       |  |
|  | Estadio Francisco Villa, 2 de julio 20:30 | Estadio Francisco Villa, 2 de julio 20:30 |   | Estadio Francisco Villa, 4 de julio 18:00 | Estadio Francisco Villa, 4 de julio 18:00 |       |  |
|  | Pachuca                                   | 1                                         |   | Pachuca                                   | 1                                         |       |  |
|  | Querétaro                                 | 2                                         |   |                                           | León                                      | 2     |  |

|                             |
| Campeón Zacatecas 1º Título |

## Goleadores
| Jugador                | Equipo    | Goles |   |
| ---------------------- | --------- | ----- | - |
| Matias Alustiza        | Pachuca   |       | 2 |
| Edgar Pacheco          | Zacatecas |       | 2 |
| Mauro Boselli          | León      |       | 1 |
| Gustavo Adrián Ramírez | Zacatecas |       | 1 |
| Amaury Escoto          | Querétaro |       | 1 |
| Dionicio Escalante     | Querétaro |       | 1 |
| José María Cardenas    | León      |       | 1 |
| Miguel Sabah           | León      |       | 1 |